# Wilhelm Schmidt (Politiker, 1877)
Wilhelm Schmidt (* 5. September 1877 in Hamburg; † 18. Juni 1963 ebenda) war ein deutscher Politiker (SPD).

## Leben
Schmidt war Büdner und Kiepenmacher in Herrnburg und seit 1903 Mitglied der SPD. Er diente als Soldat im Ersten Weltkrieg. 1918 wurde er im Land Mecklenburg-Strelitz in den Zentralen Arbeiter- und Bauernrat gewählt. Bis 1933 war er Abgeordneter im Landtag des Freistaates Mecklenburg-Strelitz sowie Mitglied der Finanzkommission. Von 1923 bis 1927 war er Schriftführer im Landtag, von 1929 bis 1931 parlamentarisches Mitglied im Staatsrat von Mecklenburg-Strelitz. Von 1927 bis 1933 war er zusätzlich Gemeindevertreter und später Gemeindevorsteher in Herrnburg. Nach der Machtübernahme der Nationalsozialisten war er mehrfach in Haft. Nach dem Zweiten Weltkrieg lebte er bei seiner Schwiegertochter in Görlitz. Nach dem Volksaufstand vom 17. Juni 1953 wurde Schmidt von der örtlichen SED vorgeladen, die ihn für einen Anhänger des "Sozialdekokratismus" hielt.